# Dorothy Butterfield
Dorothy Esther Butterfield Goddard (* 15. August 1909; † Oktober 1991) war eine britische Mittelstreckenläuferin.
1934 gewann sie für England startend bei den British Empire Games in London Bronze über 880 Yards mit ihrer persönlichen Bestzeit von 2:21,4 min (entspricht 2:20,7 min über 800 m).